# Ла-Куртин
Ла-Курти́н (фр. La Courtine, окс. La Cortina) — коммуна во Франции, находится в регионе Лимузен. Департамент коммуны — Крёз. Входит в состав кантона Ла-Куртин. Округ коммуны — Обюссон.
Код INSEE коммуны — 23067.

## Население
Население коммуны на 2010 год составляло 818 человек.
| 1962 | 1968 | 1975 | 1982 | 1990 | 1999 | 2010 |
| ---- | ---- | ---- | ---- | ---- | ---- | ---- |
| 1151 | 1233 | 1164 | 986  | 1057 | 971  | 818  |

## Экономика
В 2010 году среди 554 человек трудоспособного возраста (15—64 лет) 394 были экономически активными, 160 — неактивными (показатель активности — 71,1 %, в 1999 году было 64,9 %). Из 394 активных жителей работали 365 человек (205 мужчин и 160 женщин), безработных было 29 (17 мужчин и 12 женщин). Среди 160 неактивных 18 человек были учениками или студентами, 47 — пенсионерами, 95 были неактивными по другим причинам.